# Ancistrura nigrovittata
Ancistrura nigrovittata är en insektsart som först beskrevs av Brunner von Wattenwyl 1878.  Ancistrura nigrovittata ingår i släktet Ancistrura och familjen vårtbitare. Inga underarter finns listade i Catalogue of Life.